# Grotte Giusti
La grotte Giusti (en italien : Grotta Giusti) est une grande cavité karstique contenant des spéléothèmes d'intérêt culturel et touristique, située dans la commune de Monsummano Terme, dans la province de Pistoia, dont le nom dérive de la famille du poète Giuseppe Giusti (1809-1850), premier propriétaire de l'établissement.

## Historique
La découverte de la grotte date de 1849, et elle fut ouverte au public en 1853. La cavité mesure 300 m et la douce température des lieux ont amené la famille Giusti à utiliser la grotte à des fins thérapeutiques. Dans les années qui ont immédiatement suivi sa découverte, les vertus curatives des bains de vapeur de la grotte de Monsummano se sont rapidement répandues. 
En 1853, un bâtiment est construit à son entrée. Il est composé d'un hall d'entrée et de quatre petites pièces servant de tepidarium, utilisé par les médecins après la prise du bain de vapeur à l'intérieur de la grotte. En 1854, les vertus curatives des bains de vapeur et les caractéristiques chimiques de son eau sont confirmées scientifiquement. En 1860, le complexe thermal s'agrandit et, en 1873, une structure hôtelière est construite à côté.

## Galerie

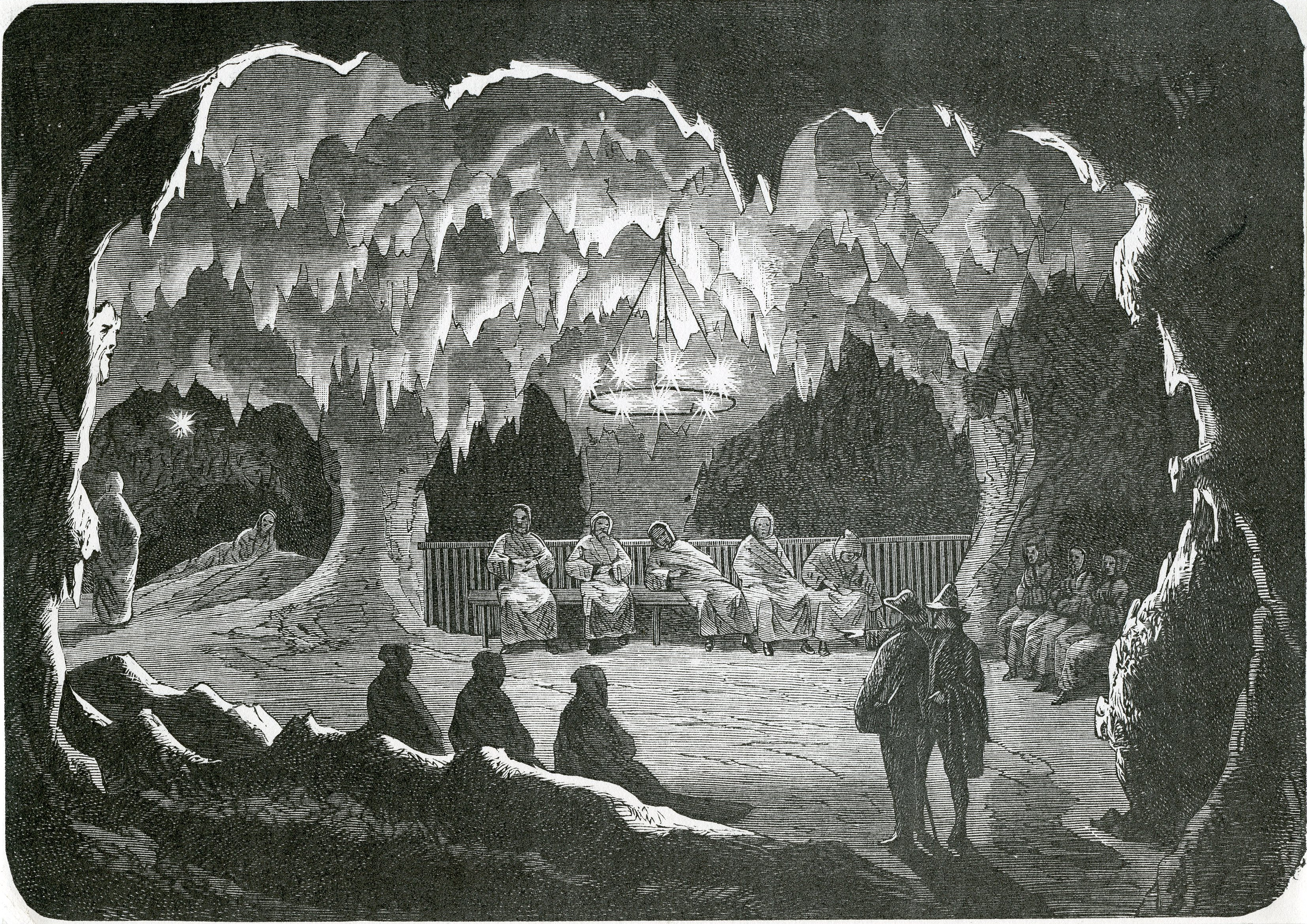
Dessin (baigneurs dans la grotte).
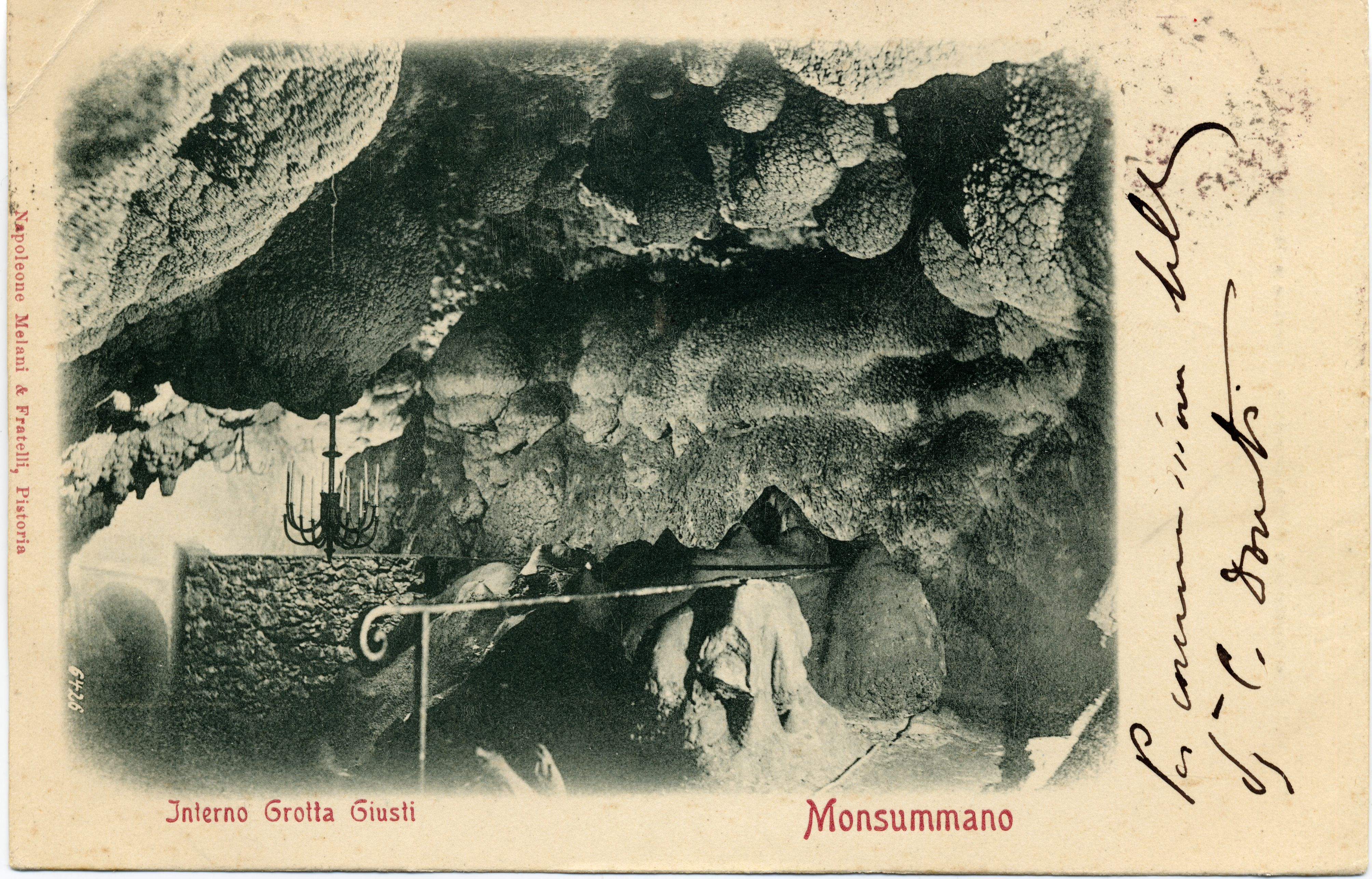
Carte postale (intérieur de la grotte).
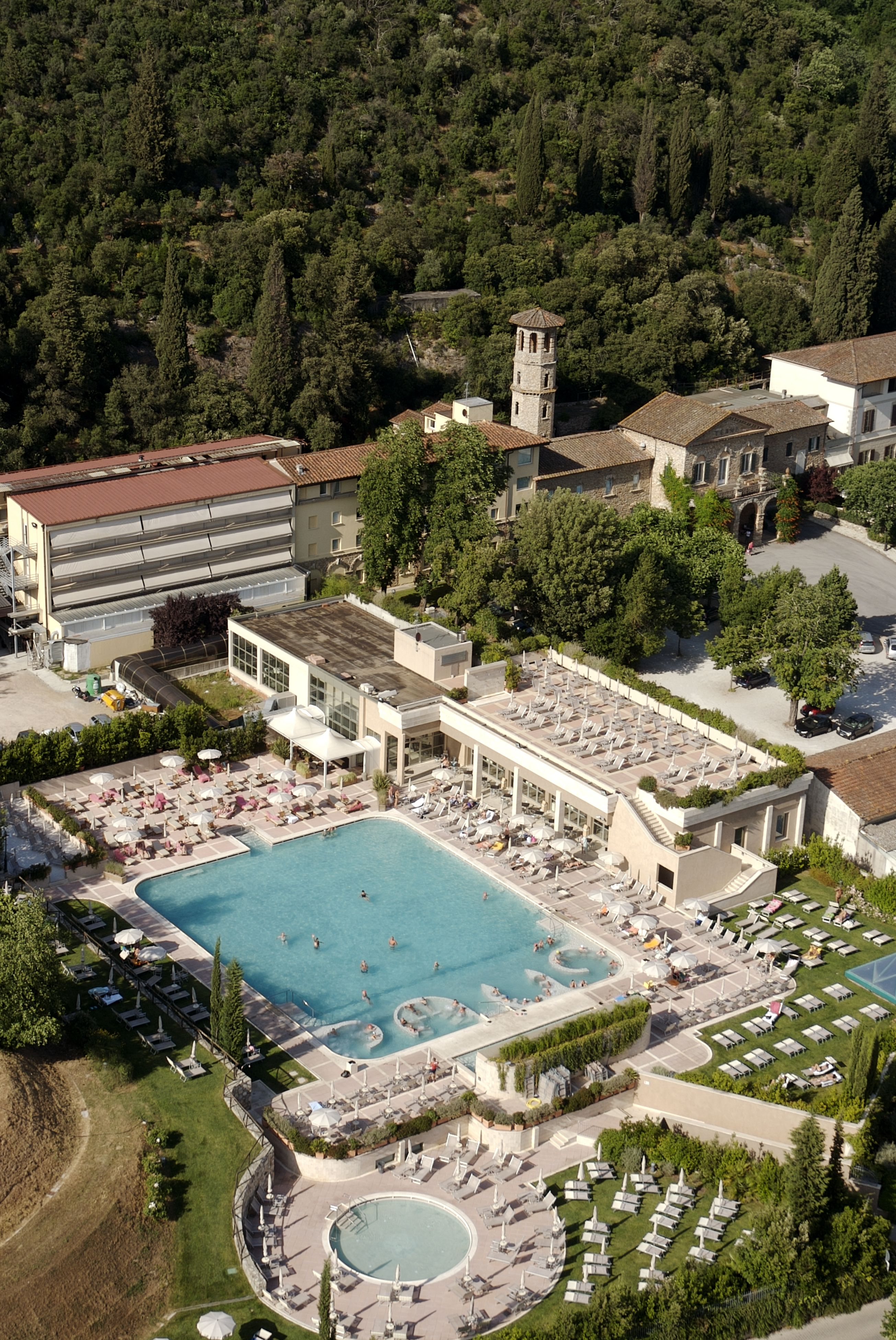
La piscine thermale.